# 1454 az irodalomban
Az 1454. év az irodalomban.

## Születések
- július 14. – Angelo Poliziano olasz, latin és görög nyelven alkotó reneszánsz polihisztor, költő, drámaíró († 1494)

## Halálozások
- 1454 – Juan Alfonso de Baena spanyol költő (* 1406)